# چاه‌عمیق‌کوثر
چاه عمیق کوثر روستایی در دهستان آیسک بخش آیسک شهرستان سرایان استان خراسان جنوبی ایران است. بر پایه سرشماری عمومی نفوس و مسکن در سال ۱۳۹۰ جمعیت این روستا کمتر از ۳ خانوار بوده است.